# Francesco Borromini
Francesco Borromini (Bissone, nas margens do lago Lugano, hoje pertencente à Suíça, 25 de setembro de 1599 — Roma, 3 de agosto de 1667) apelido de Francesco Castelli foi um arquiteto italiano nascido no moderno cantão suíço de Ticino, que, com os seus contemporâneos Gian Lorenzo Bernini e Pietro da Cortona, foi uma figura importante no surgimento da arquitetura barroca romana.

## Biografia

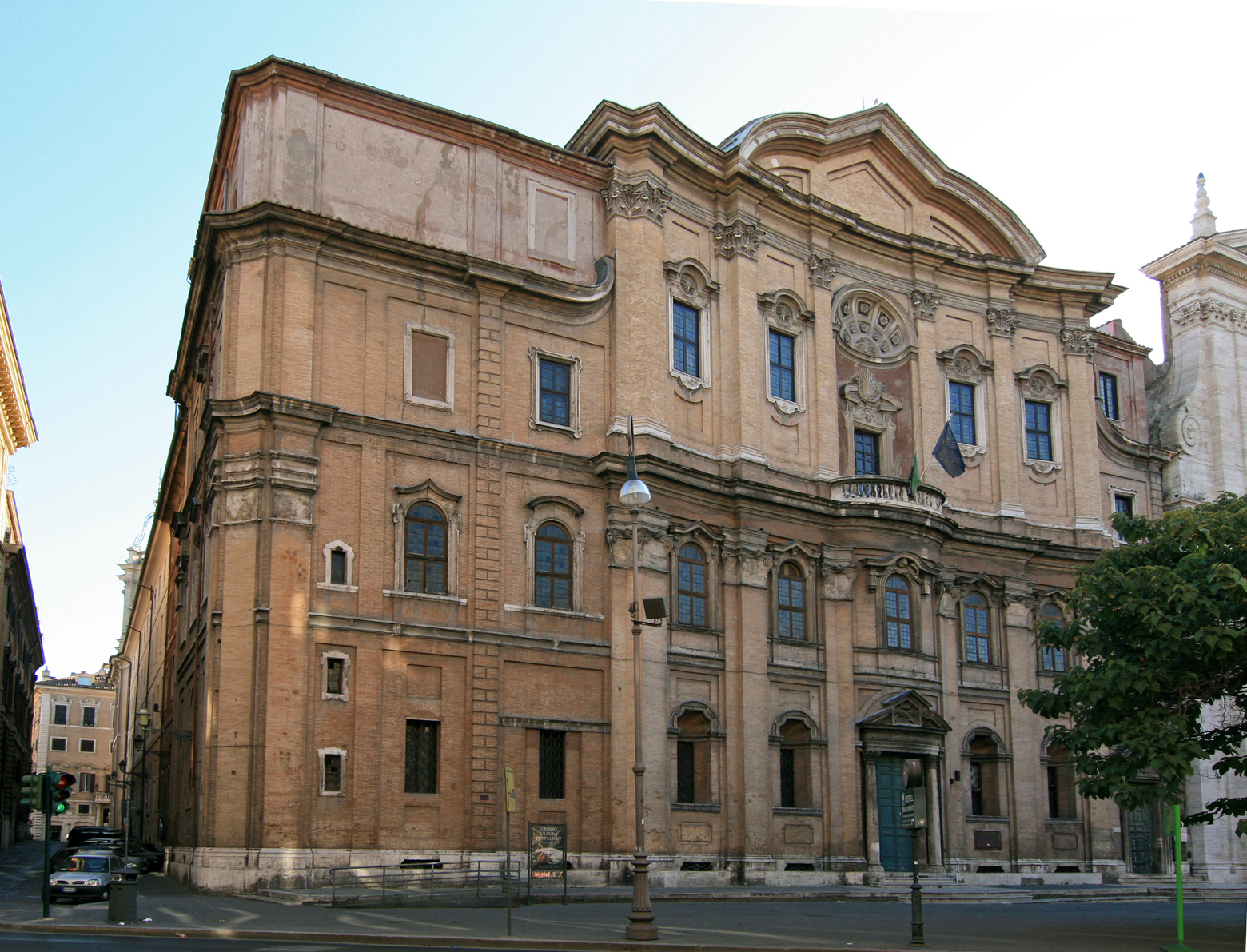
Oratório de São Filipe Neri

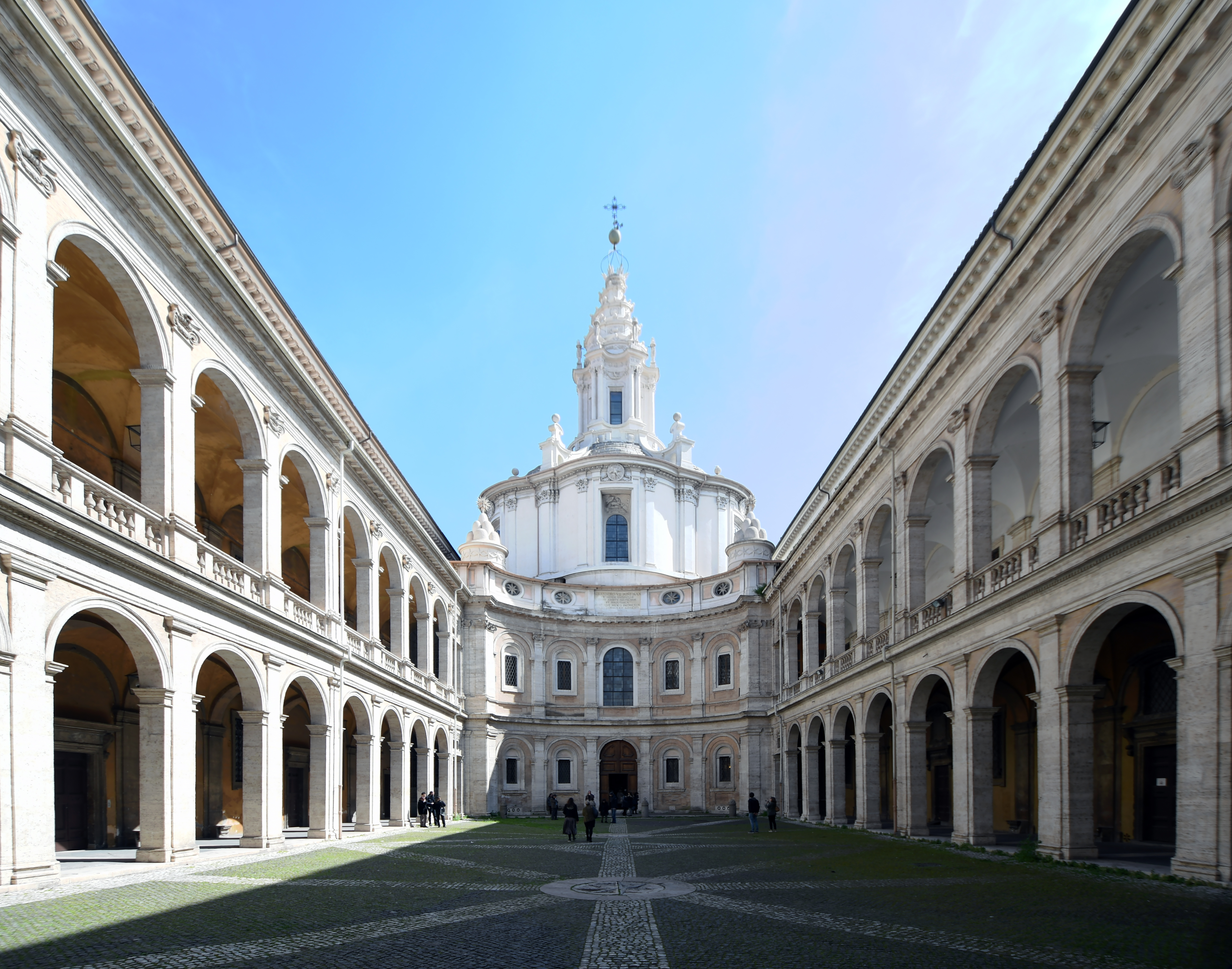
Sant'Ivo alla Sapienza, pátio e fachada

Francesco Castelli nasceu a 27 de setembro de 1599 em Bissone, aldeia que na altura pertencia ao Bailiado de Lugano (um dos chamados bailiados comuns dos países submetidos ultramontanos ou italianos geridos conjuntamente pelos cantões soberanos da Antiga Confederação), situado no atual Cantão de Ticino. Era o mais velho de quatro filhos. Pouco se sabe sobre o seu pai, Giovanni Domenico, mas sabemos que foi um modesto arquiteto ou mestre de obras ao serviço da família Visconti em Milão; a sua mãe, Anastasia Garove, era oriunda de uma família abastada envolvida na construção. e parente afastado de Domenico Fontana, considerado na época o arquitecto mais prestigiado do mundo ocidental..
O apelido original de Francesco, portanto, não era Borromini, mas Castelli; começou a assinar habitualmente como «Borromini» a partir de 1628, para se distinguir dos vários trabalhadores da construção civil romanos que se auto-intitulavam Castelli. «Borromini», em todo o caso, era um apelido que já pertencia à família: Giovanni Pietro Brumino era o noivo do segundo casamento de uma avó do futuro arquitecto, e o próprio pai era frequentemente apelidado de «Brumino», talvez por causa dos seus laços com a família Visconti. 
O apelido de Borromini poderia ter uma origem diferente no sentido em que foi « [...] inspirado pela grande devoção que ele, Lombardo, tinha pelo maior dos santos lombardos do seu tempo, Carlo Borromeo.»
Seguindo o caminho dos mestres da talha em pedra da região do Lago de Lugano, Borromini, com apenas nove anos de idade, foi enviado pelo pai para fazer um estágio em Milão, onde chegou em 1608. Na cidade ambrosiana, o jovem Francesco aprendeu «a arte do entalhador em pedra», utilizando as palavras do biógrafo Filippo Baldinucci; Foi também como escultor de mármore que trabalhou em vários estaleiros de construção milaneses, incluindo o colossal da Catedral de Milão. Graças à sua humilde profissão de pedreiro, Borromini teve a oportunidade de refinar a sua mão no uso do cinzel e de desenvolver determinadas competências técnicas; a experiência na Fabbrica da Catedral de Milão, conferiu-lhe uma influência duradoura nas futuras realizações arquitectónicas do futuro arquitecto.
Com os seus contemporâneos Gian Lorenzo Bernini e Pietro da Cortona, foi uma figura importante no surgimento da arquitetura barroca romana.
Estudioso da arquitetura de Michelangelo e das ruínas da Antiguidade, Borromini desenvolveu uma arquitetura inventiva e distinta, embora um tanto idiossincrática, empregando manipulações de formas arquitetônicas clássicas, fundamentos geométricos nas suas plantas e significados simbólicos nos seus edifícios. Parece ter tido um conhecimento sólido das estruturas, o que talvez faltasse a Bernini e Cortona, que foram treinados principalmente noutras áreas das artes visuais. Os seus desenhos de chumbo suave são particularmente distintos. Parece ter sido um estudioso autodidata, acumulando uma grande biblioteca até o final da sua vida.
A sua carreira foi condicionada pela sua personalidade. Ao contrário de Bernini, com um carácter de cortesão charmoso na sua busca por encomendas importantes, Borromini era melancólico e de temperamento explosivo, o que motivou a perda vários empregos e sua morte por suicídio.

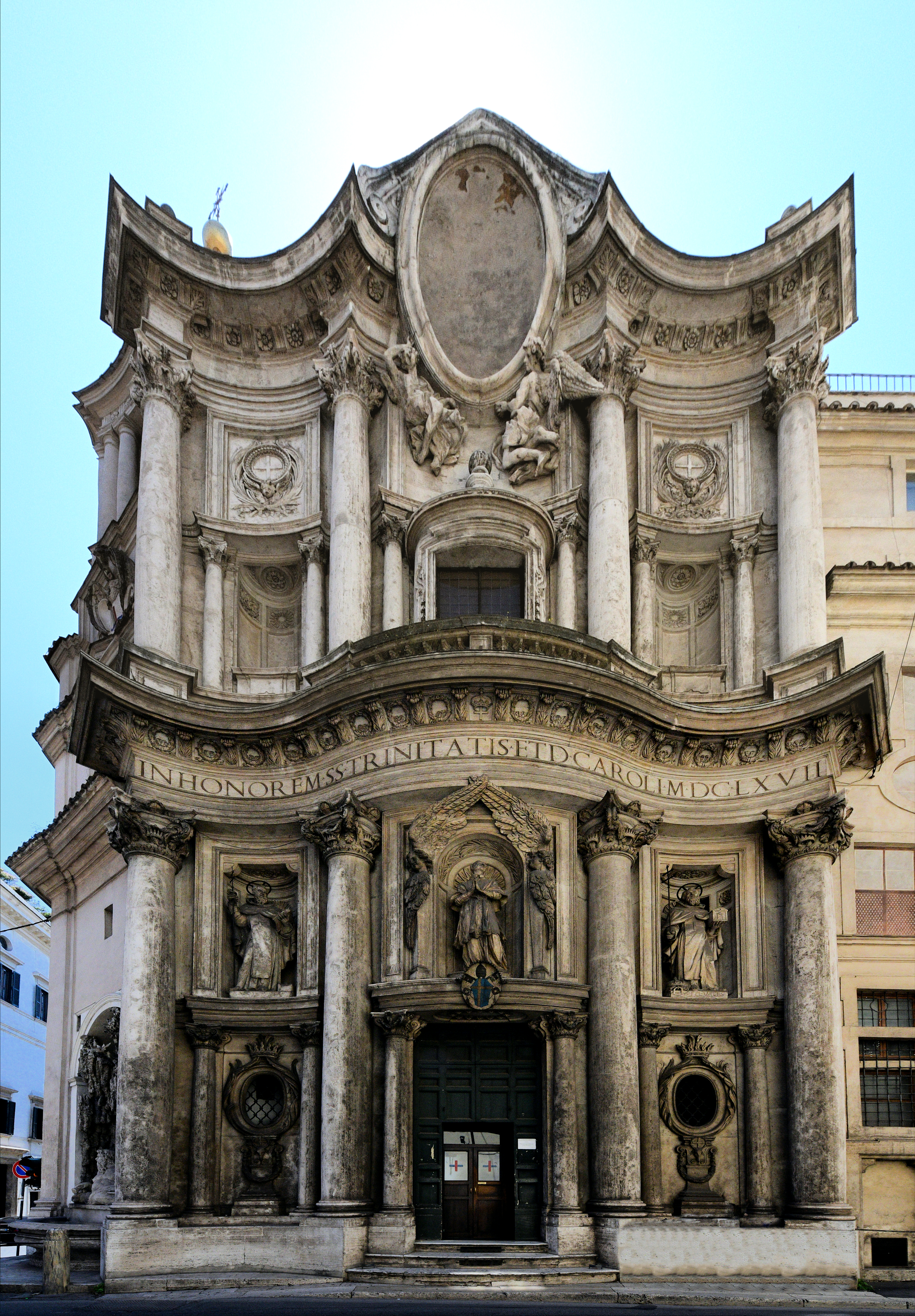
Fachada de San Carlo alle Quattro Fontane.

Provavelmente porque o seu trabalho foi idiossincrático, não se notou uma influência generalizada da sua obra, mas é notória nas obras piemontesas de Guarino Guarini e a fusão dos estilos arquitetônicos de Bernini e Cortona, na arquitetura barroca tardia do norte da Europa. Críticos posteriores do barroco, como Francesco Milizia e o arquiteto inglês Sir John Soane, foram particularmente críticos do trabalho de Borromini. Do final do século XIX em diante, o interesse renasceu pelas obras de Borromini e a sua arquitetura passou a ser apreciada pela sua inventividade.

### A chegada a Roma e as primeiras obras

#### Leone Garove
Aquele que segue os outros nunca os ultrapassa. E certamente não teria entrado nesta profissão com o objectivo de ser apenas copista— Francesco Borromimi
Borromini, sentindo-se agora oprimido entre os trabalhadores milaneses, depressa decidiu ir para Roma, lá chegou como os peregrinos; encontrando asilo nos conventos, percorreu todo o percurso a pé, parando em Ravena, para admirar a Basílica de São Vital, e no bairro toscano de Montesiepi, onde visitou a abadia de San Galgano.
Chegado a Roma em 1619, Borromini foi hóspede e colaborador de um parente materno próximo, Leone Garove, residente em Vicolo dell'Agnello (hoje Vicolo Orbitelli), próximo da paróquia de São João dos Florentinos. Garove, já activo como mestre pedreiro em Milão, gozava então de uma distinta notoriedade na cidade, que aumentou a partir da sua relação com o ilustre arquitecto Carlo Maderno, adquirida ao casar com a sua sobrinha Cecília em 1610. A aprendizagem com Garove, porém, durou pouco, quando este morreu acidentalmente a 12 de agosto de 1620, caindo do andaime da Basílica de São Pedro. Segue a sua certidão de óbito, elaborada pela paróquia de São João dos Florentinos:.

Magister Leo Garovius de Bisone, longobardus, carpentarius, cecidit in fabrica dum metiretur et statim obiit sed prius recepit extremam untionem. Eius corpus fuit sepultus na nossa eclésia

#### Colaboração com Maderno e Bernini

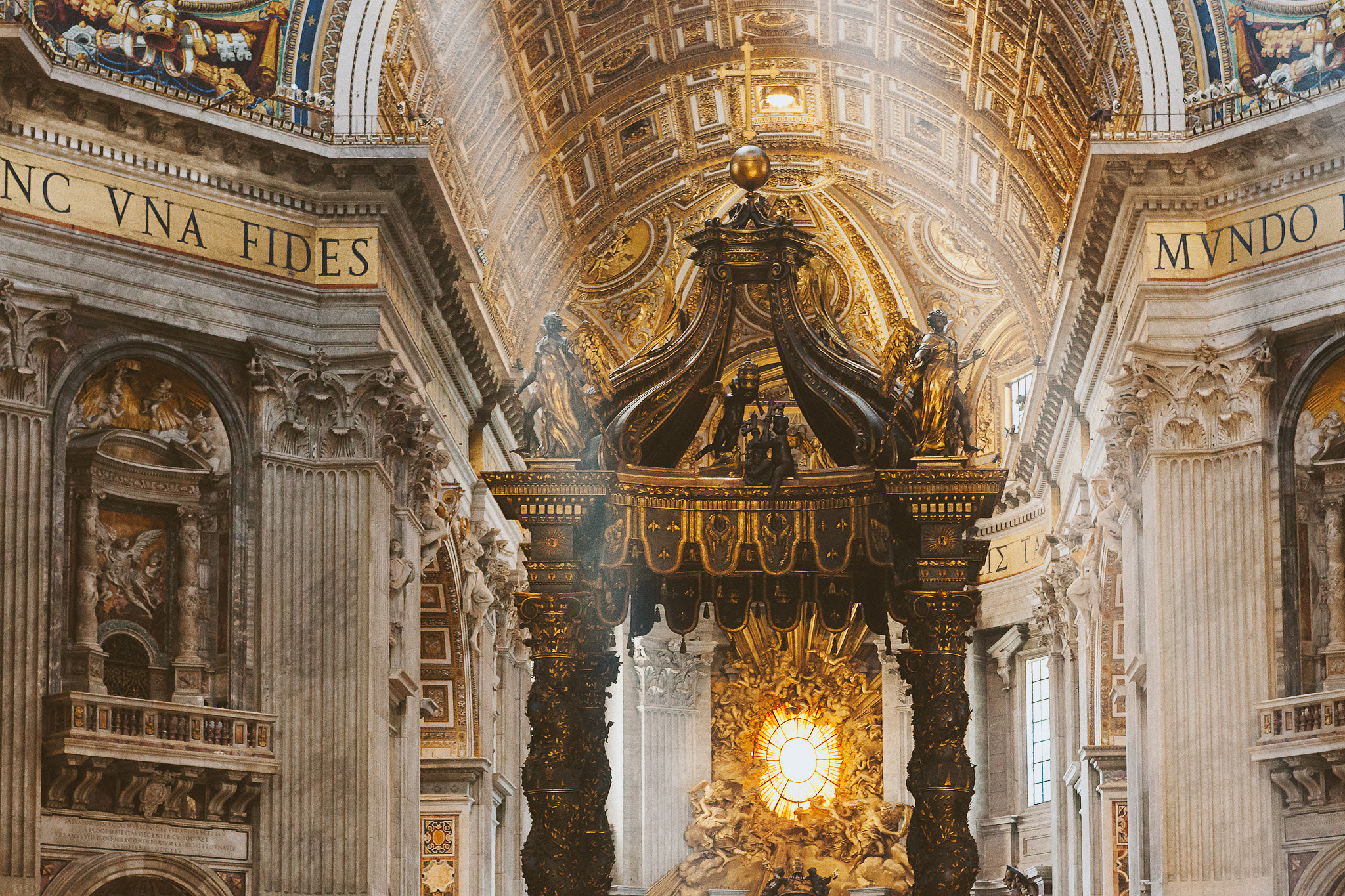
Baldaquino de São Pedro, pormenor do coroamento desenhado por Borromini

Depois de terminar o primeiro estágio de forma tão abrupta, Borromini passou a colaborar com Carlo Maderno, que conheceu graças à intercessão de Garove. Maderno, um dos maiores arquitectos da Roma de Paulo V, não pôde deixar de admirar a incansabilidade deste jovem de Bissone (um compatriota e também um parente afastado) e a mestria técnica com que criou os seus desenhos arquitetónicos. Foi na residência de Maderno, com efeito, que Borromini fundou, juntamente com outros dois mestres pedreiros da diocese de Como, uma sociedade de arte em mármore, assumindo por 155 francos os bens do tio recentemente falecido.. Não resta documentação de qualquer actividade desta empresa, mas sabemos que foi de vital importância para Borromini, que de "mestre" passou a "mestre construtor".
Entre os vários episódios da fase Maderni, em todo o caso, recordamos o estaleiro de Sant'Andrea della Valle, a fábrica do palazzo Barberini, onde também trabalhou ao lado de Gian Lorenzo Bernini, um artista apenas um ano mais velho, mas já famoso; aqui Borromini criou a escada em caracol, as portas do hall e algumas janelas.
Após a morte de Maderno em 1629, Borromini prosseguiu a sua carreira como arquitecto ao lado de Bernini, que entretanto assumira a gestão da fábrica de São Pedro no Vaticano. A harmonia inicial entre Bernini e Borromini transformou-se numa relação extremamente difícil e conflituosa; a acesa rivalidade entre ambos, resultando muitas vezes em episódios lendários, deveu-se, por um lado, às notáveis diferenças de carácter e, por outro, ao papel prioritário assumido por Bernini, também em termos de remuneração.
Do ponto de vista artístico, porém, a colaboração com Bernini foi muito profícua: desta parceria nasceu o baldaquino de São Pedro, onde a participação de Borromini é evidente no coroamento do cibório aéreo com volutas no dorso do golfinho.

#### San Carlo alle Quattro Fontane

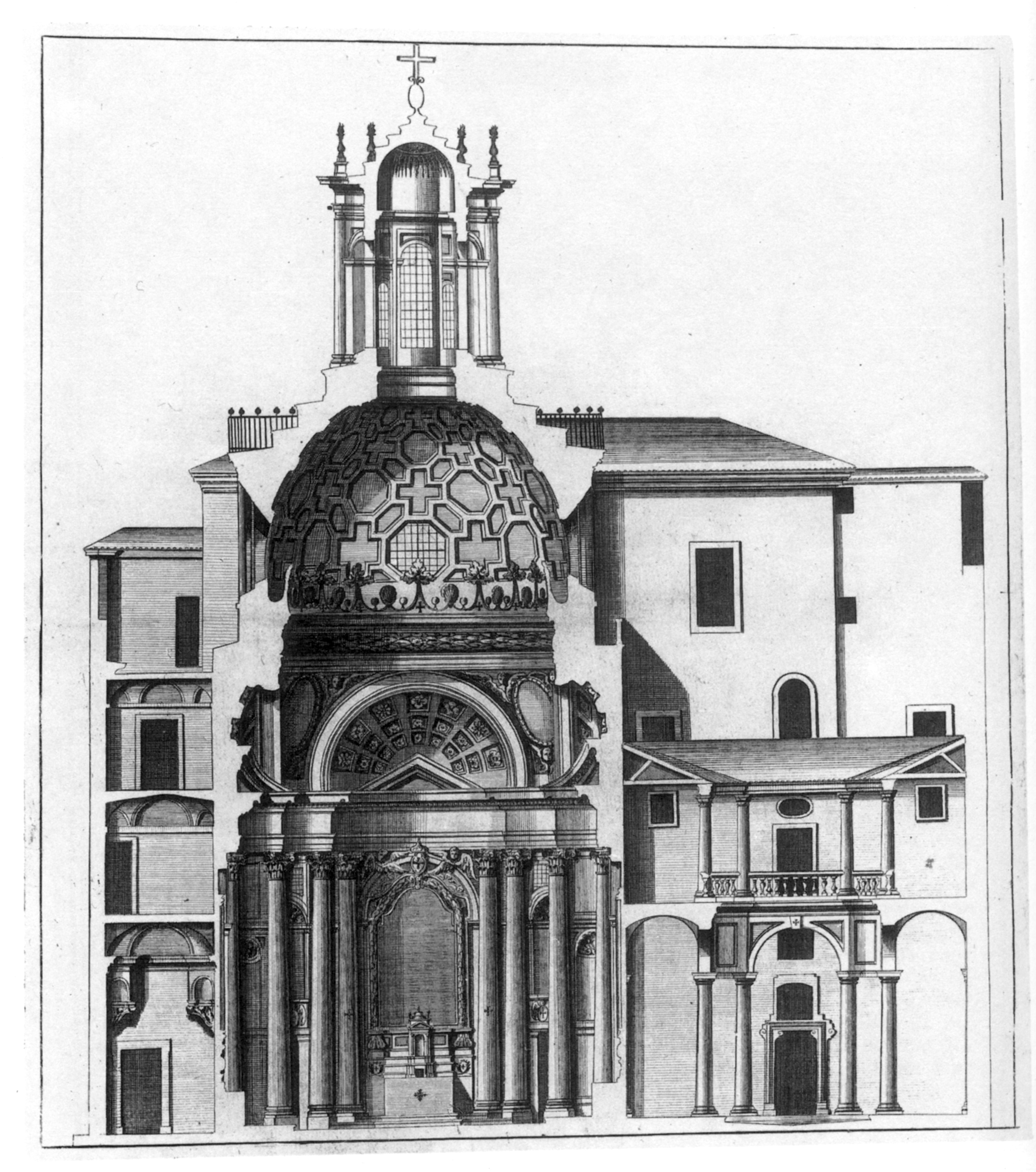
Secção da igreja de San Carlo alle Quattro Fontane

Por proposta de Bernini, que talvez com este acto de benevolência pretendesse livrar-se do seu assistente, a 25 de Setembro de 1632 Borromini obteve a nomeação com um breve pontifício no Studium Urbis, tornando-se finalmente arquitecto na Universidade de Roma "La Sapienza":

"Senhor. Cav. Bernini fez saber em nome do Sr. Card. Barberini, proprietário, de ter nomeado o Ilustríssimo Sr. como Arquiteto de Sapienza. Francesco Borromino, sobrinho do Sr. Carlo Maderni."
No seu novo papel de arquiteto (e já não de mestre de obras), Borromini pôde finalmente confirmar o seu sucesso profissional, livre das restrições de dependência dos seus primeiros tempos; Foi em 1634, com efeito, que obteve pela primeira vez uma designação independente, quando os Trinitários Descalços espanhóis lhe confiaram o projecto da igreja de São Carlos das Quatro Fontes e o convento anexo.
Borromini trabalhou no estaleiro de San Carlino de 1634 a 1641. Nesta primeira obra - definição que o próprio utilizou - teve a oportunidade de expressar a sua personalidade artística, exteriorizando-a em peculiaridades que se reflectiriam em todos os seus aspectos. Destes últimos, destacam-se o uso da cor branca, que instila uma íntima sensação de recolhimento (a "brancura supremamente grata a Deus" de Palladio), e a adopção de um acentuado dinamismo arquitectónico.
Entretanto - juntamente com numerosos projectos menores, como a decoração da capela da Trindade na Santa Lucia in Selci (1638-39), e o altar Filomarino para a capela da Annunziata na igreja de SS. Apóstolos em Nápoles, em 1637 venceu o concurso para o Oratorio dei Filippini, a erigir junto à igreja de S. Maria in Vallicella, incluindo o Oratório e a Biblioteca Vallicelliana e um grande complexo, reunido em torno de três pátios. Na década de 1830, Borromini criou também uma galeria de colunas no Palazzo Spada que, com dispositivos particulares de perspetiva, simula uma profundidade muito maior do que a real, antecipando a Scala Regia de Bernini.

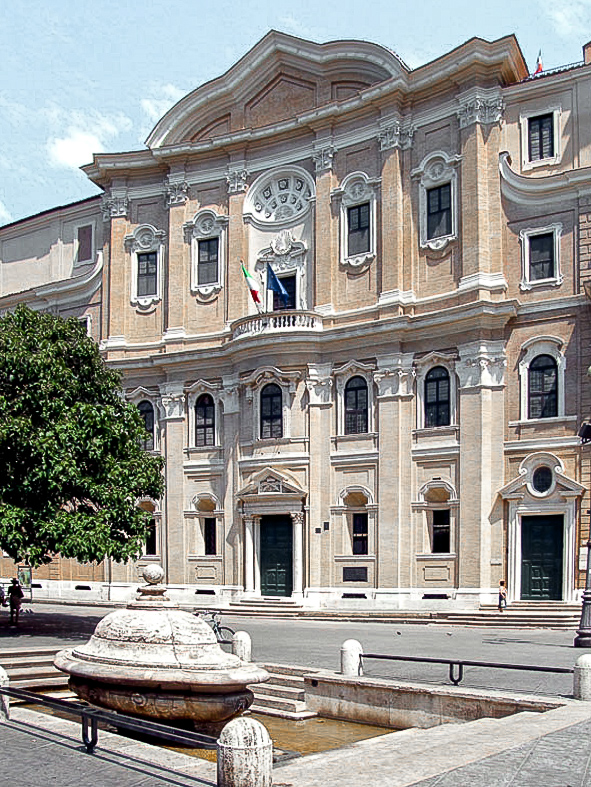
Oratorio dei Filippini
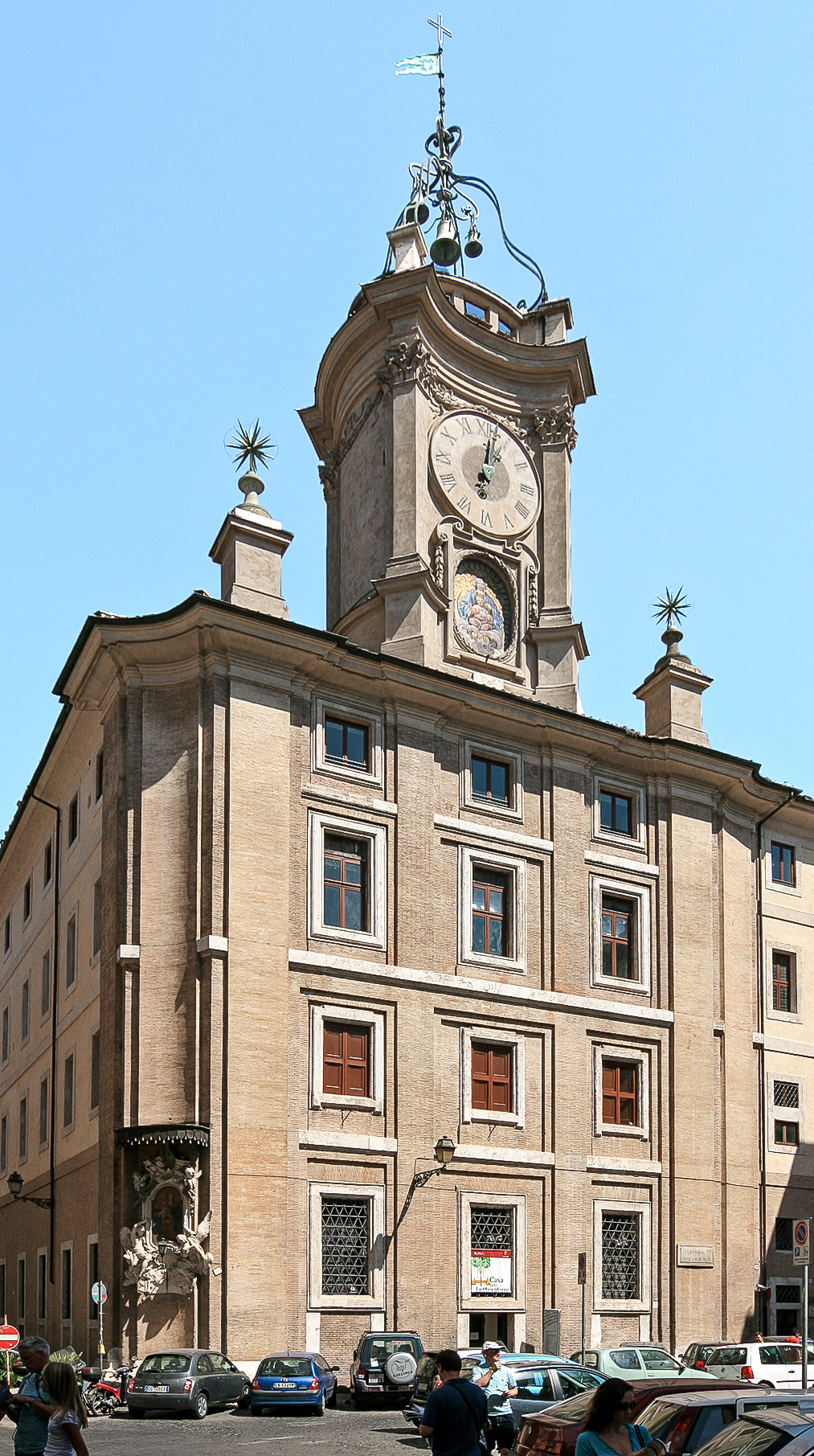
Torre do Relógio dos Filippini
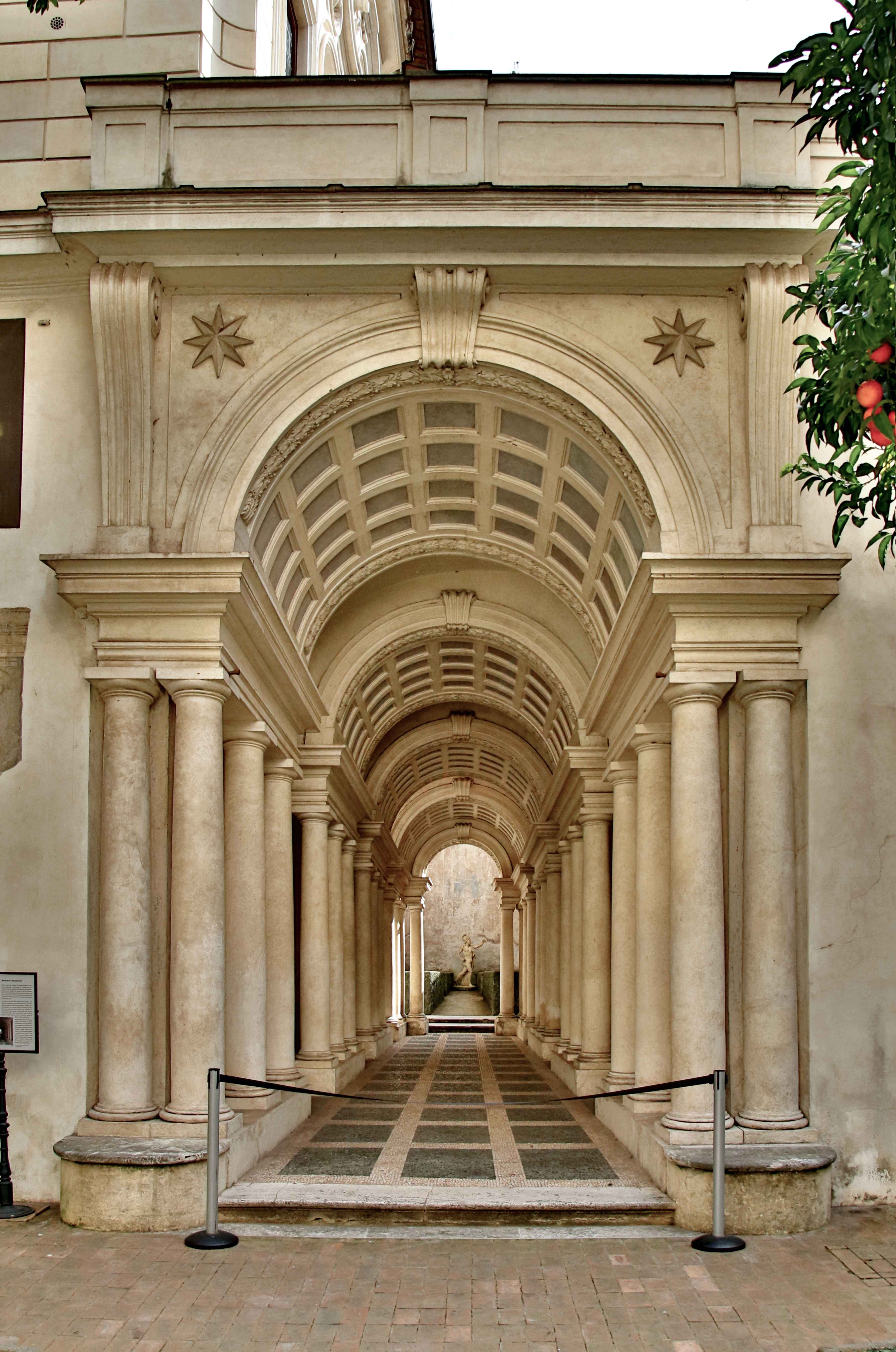
Galeria Spada
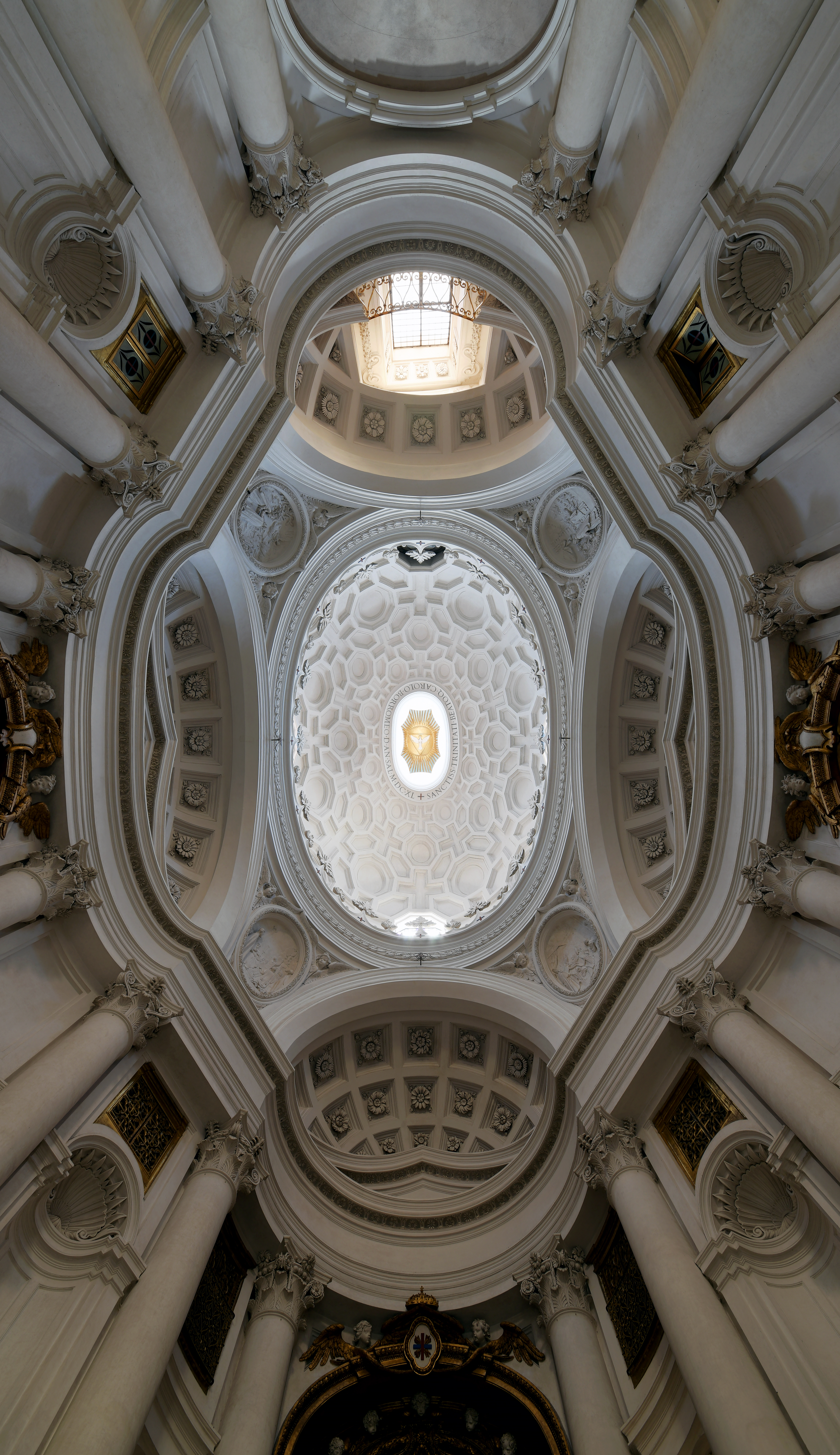
Cúpula de San Carlo alle Quattro Fontane

#### Santo Ivo em La Sapienza
|                                          |  |                                   |
| A planta em forma de estrela de Sant'Ivo |  | A lanterna em espiral de Sant'Ivo |

Em 1642, sob o pontificado do Urbano VIII, Borromini dirigiu a construção da igreja de Sant'Ivo alla Sapienza, universalmente reconhecida como a sua opus magna. Aqui ele, tendo de lidar com fortes constrangimentos físicos devido ao pátio retangular com pórtico preexistente, trabalhou num espaço muito pequeno. Não querendo adotar métodos de design tradicionais, Borromini entregou-se aqui a uma experimentação intrépida, criando um design hexagonal com células dispostas em forma de colmeia; este "plano em forma de estrela" pretende talvez ser uma referência à abelha Barberina, símbolo de Urbano VIII. A adopção da estrutura em espiral, para além de ocultar significados bíblicos e de sabedoria, confere à estrutura um carácter estrutural e dinâmico, e acelera o impulso vertical da cúpula.
Encomendado por Camilla Virginia Savelli Farnese, Duquesa de Latera, fundadora dos Oblatos Agostinhos, desenhou o convento e a Igreja de Nossa Senhora das Sete Dores nas encostas do Janículo, iniciado em 1643, mas abandonado em 1646 e depois continuado por outros nos anos de 1658-65, com referências à Villa de Adriano em Tivoli, especialmente no átrio.

### Inocêncio X
Após a morte de Urbano VIII, os Barberinis caíram em desgraça e o trono papal foi ocupado pelo Inocêncio X, nascido Giovanni Battista Pamphilj (ou Pamphili). O novo pontífice pretendia purgar Roma do poder ainda muito vivo dos Barberini, também do ponto de vista artístico; Foi por esta razão que decidiu favorecer Borromini, em detrimento de Bernini, que nos primeiros anos do seu pontificado teve um declínio assinalável nas encomendas, também devido ao escândalo dos campanários de São Pedro.
Para Borromini, estes foram anos marcados por um fervor artístico que não conheceu tréguas. Entre as várias encomendas papais deste período, Borromini desenhou um casino para a Villa Pamphilj de San Pancrazio, uma nova fachada para o Palazzo Pamphilj e uma fonte na Piazza Navona. Nenhum destes projetos foi posteriormente realizado; o modesto projeto de Borromini foi substituído pelo projeto da famosa Fonte dos Quatro Rios de Bernini, enquanto a fachada do Palazzo Pamphilj foi posteriormente realizada por Rainaldi numa forma mais modesta, embora tenha adotado algumas das ideias de Borromini. O projeto que mais envolveu o arquiteto nestes anos foi o colossal projeto de renovação da antiga Basílica de São João de Latrão, que se encontrava em precário estado de conservação e que deveria ser restaurada à sua antiga glória por ocasião do Ano Jubilar de 1650. A partir de 1646, durante os vinte anos seguintes, Borromini também interveio no Palazzo di Propaganda Fide: aqui demoliu as estruturas preexistentes de Bernini e ergueu a Capela dos Três Reis Magos, para além de criar uma fachada considerada uma das maiores obras borrominianas e barrocas de Roma.
Em 1652, Borromini assumiu o cargo de arquiteto da igreja de Sant'Agnese in Agone em construção, uma igreja nobre anexa ao Palazzo Pamphilj, que até então estava sob a direção de Girolamo e Carlo Rainaldi. Borromini planeou a supressão do vestíbulo originalmente planeado e, desta forma, obteve uma fachada côncava, de modo a dar maior ímpeto a uma cúpula que, em vez de ser estática (como previsto pelos Rainaldis), era fortemente verticalizada.

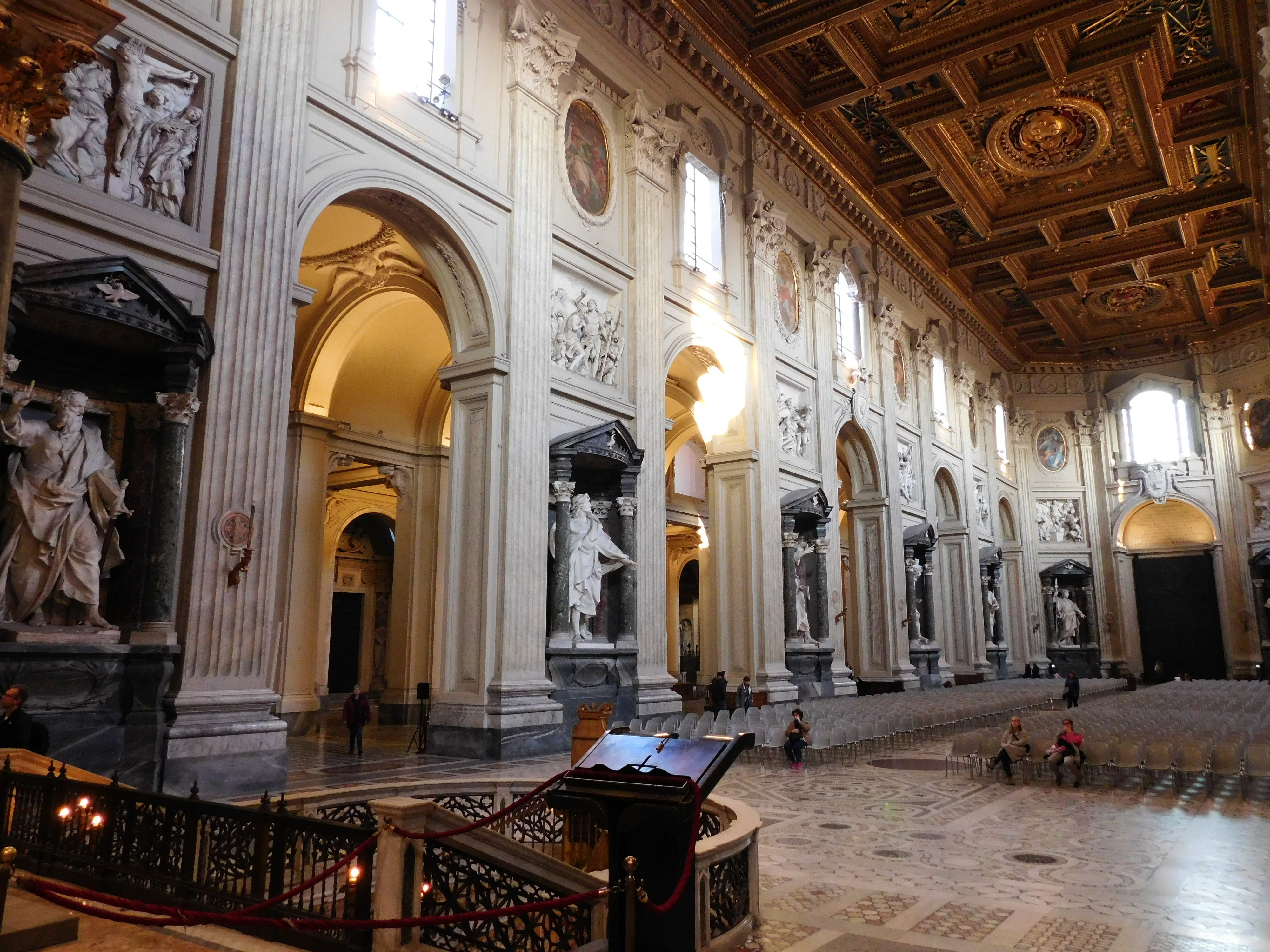
Interior da Basílica de São João de Latrão
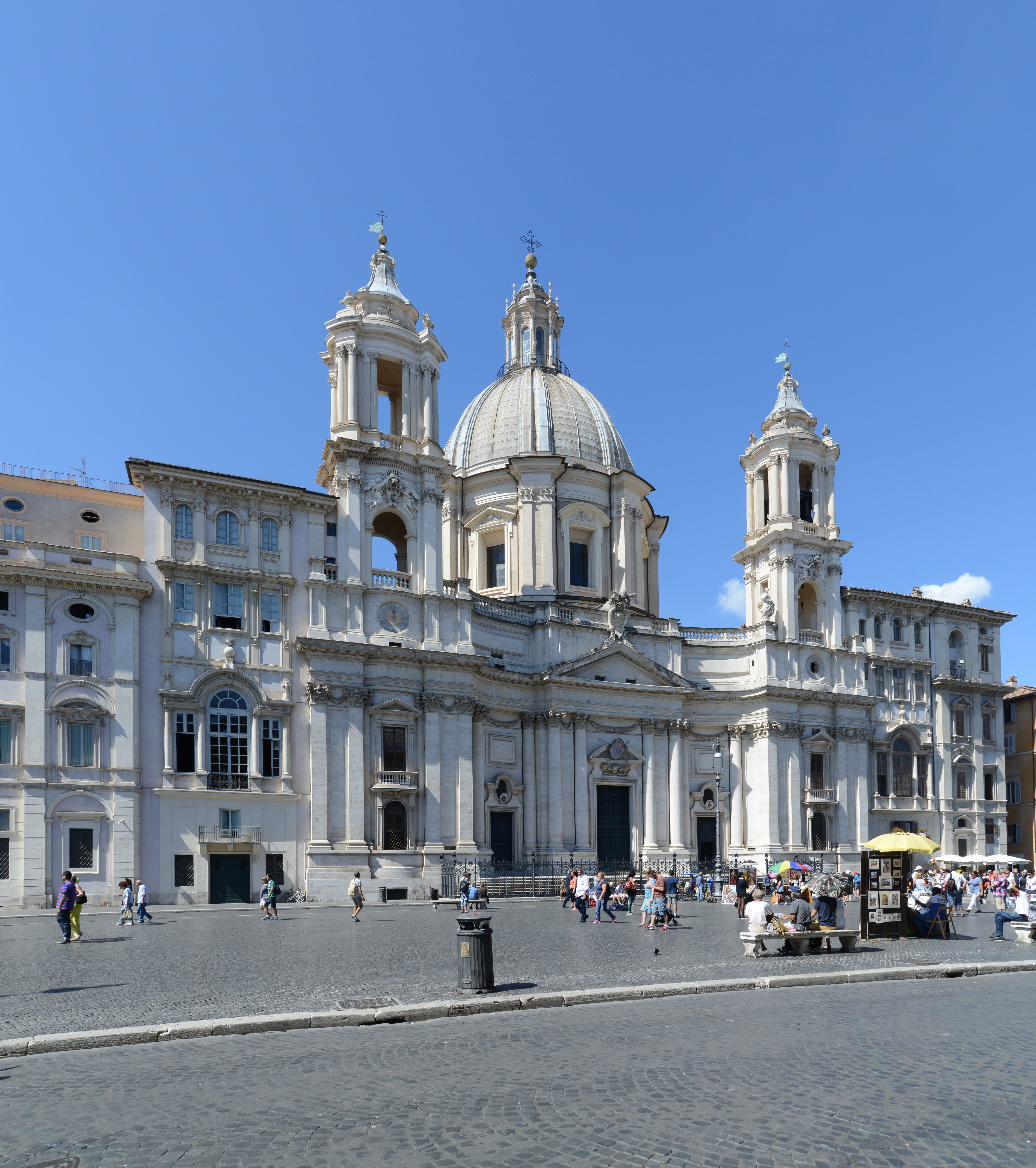
Santa Inês em Agone
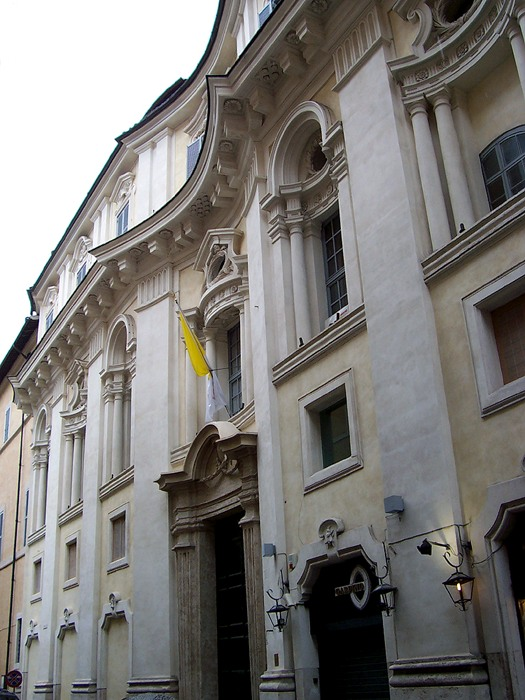
Palácio da Propaganda Fide

### Isolamento Profissional e Morte

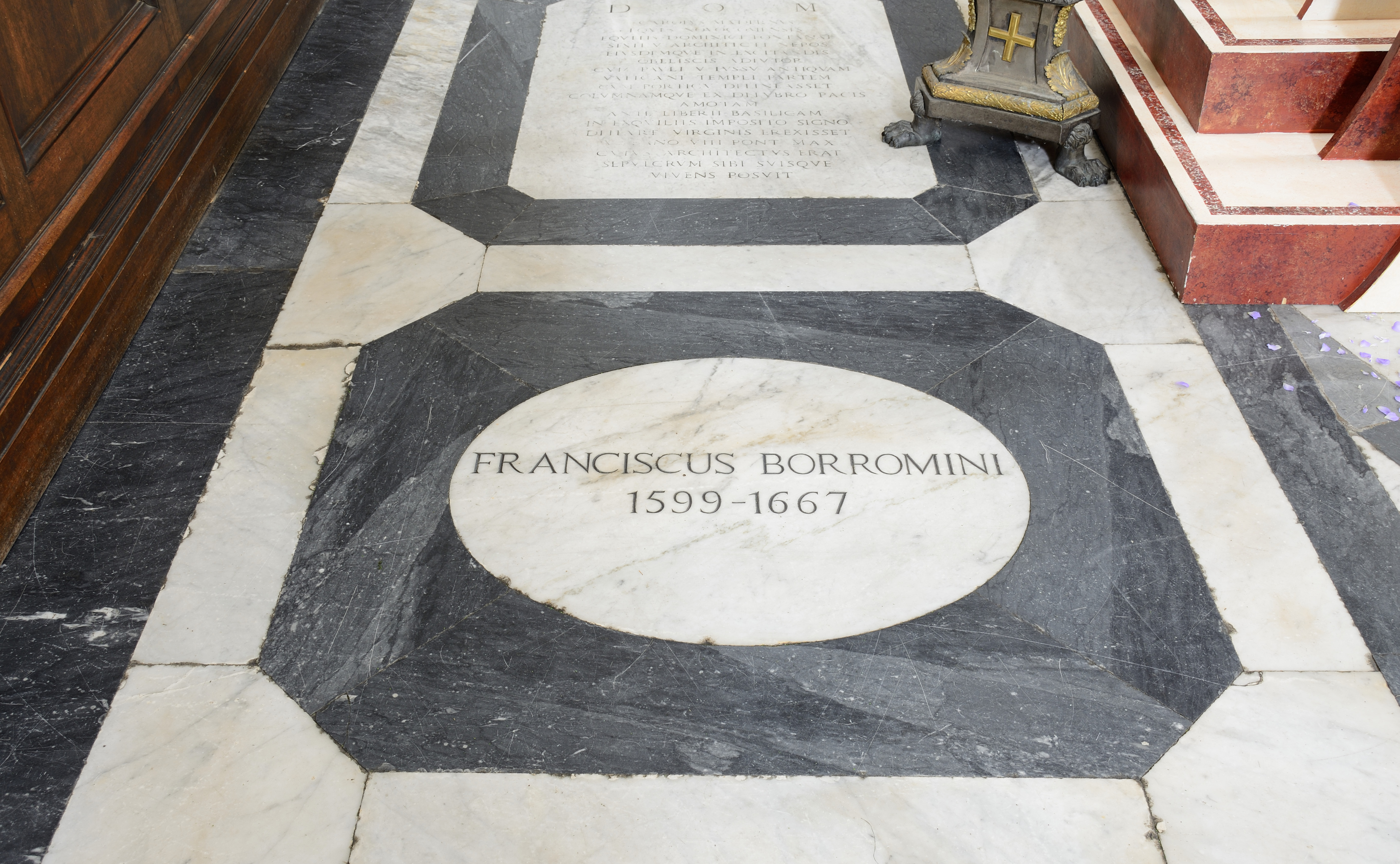
Túmulo de Borromini em San Giovanni dei Fiorentini, Roma

A subida ao trono do Papa Alexandre VII, em 1655, marcou o declínio profissional de Borromini, que caiu inexoravelmente numa profunda crise psicológica, agravada pela nova ascensão de Bernini, que voltou a ser o arquitecto favorito da corte papal.
Borromini terminou os seus dias de forma trágica. No verão de 1667, a sua saúde, já abalada por graves perturbações nervosas e depressivas, agravou-se devido a febres repetidas e insónias crónicas. A noite de 1 de Agosto, segundo o testemunho do diarista Cartari Febei, foi, no entanto, ainda mais extravagante e chorosa, pois o arquitecto, que se encontrava «em pleno estado de hipocondria há alguns dias, suicidou-se com uma espada, apoiada com o punho no chão e com a ponta virada para o próprio corpo». Por outras palavras, Borromini, quando o criado não obedeceu à sua ordem de acender uma lâmpada para escrever, foi tomado por um acesso irracional de raiva e esfaqueou-se fatalmente com uma espada.
A morte não foi imediata, mas chegou "às dez horas da madrugada"; desta forma, Borromini teve tempo para explicar as razões do gesto louco, ditar as suas disposições testamentárias e ordenar que fosse sepultado no mesmo túmulo do seu amado Carlo Maderno, na igreja de San Giovanni dei Fiorentini.
Entretanto, apesar de se falar em arte, loucura e morte no título do post, não se procura colocar em paralelo o génio de Borromini, de uma ousadia não vista no seu rival Bernini, com o estado de loucura que o levou, ao arquitecto, a escrever pelo seu próprio punho os factos ocorridos no seu último dia de vida, os do seu suicídio. Escreveu Borromini:
| “ | (em italiano) Io mi ritrovo così ferito da questa mattina dall’otto ore e mezzo in qua in circa sul modo che dirò a Vostra Signoria et è che ritrovandomi, io ammalato dal giorno Della Maddalena in qua: che non sono più uscito eccetto lo sabato e domenica che andai a San Giovanni dei Fiorentini a pigliar il Giubileo, stante detta mia indisposizione, ier sera mi venne in pensiero di far testamento e scrivendo di mia propria mano, e lo cominciai a scriverlo che mi ci tratenni da un’ora incirca dopo che ebbi cenato e trattenendomi così scrivendo col toccalapis sino alle tre ore notte in circa. Maestro Francesco Masari, che è un giovane che mi serve in casa et è capomastro della fabbrica di Santo Giovanni de’ Fiorentini, della quale io sono architetto, che se ne stava a dormire in questa altra stanza per mia custodia, cha già si era andato a letto, sentando che io ancora stava scrivendo et avendo veduto che io non avevo smorzato lo lume, mi chiamò con dire: “Signor Cavaliere: è meglio che Vostra Signoria smorzi il lume e se riposi perché è tardi e il medico vuole che Vostra Signoria riposi”. Io gli risposi come io avrei fatto a riacendere il lume per quando mi fussi svegliato et esso me replicò: “Lei lo smorze, perché io l’accenderó quando Vostra Signoria si sarà risvegliato” e cosi cessai di scrivere; mesi da parte la carta scritta un poco et il toccalapis col quale scriveva; smorzai il lume e mesi a reposare. Verso le cinque in sei ore incirca, essendomi risvegliato, ho chiamato il suddetto Francesco e gli ho detto: “È ora di riaccendere il lume”, et mi ha risposto: “Signor no”. Et io avendo sentita la risposta mi è entrata addoso l’impazienza subito ho cominciato a pensare se come potevo fare a farmi allamia persona qualche male, stante che il detto Francesco mi aveva negato di accendermi il lume et in questa opiniones sono stato sino all’otto ore e mezzo incirca, finalmente essendomi ricordato che avevo la spada qui in camera a capo al letto et appesa a queste candele benedette, essedomi anche accresciuta l’impazienza di non avere il lume, disparato ho preso la detta spada, quale avendola sfoderata, il manico di essa l’ho appuntato nel letto e la punta nel mio fianco e poi mi sono buttato sopra di essa spada della quale con la forza che ho fatto acciò che entrasse nel mio corpo sono stato passato da una parte all’altra en el buttarmi sopra la spada sono caduto con esse spada col Corpo quaggiù nel mattonato e feritomi come sopra ho cominciato a strillare et allora è corso qua il detto Francesco et ha aperto la finestra che già si vedeva lume me ha trovato colco in questo mattonato che da lui e certi altri che lui ha chiamati mi è stata levata la spada dal fianco e poi sono stato rimesso a letto et in questa coniformita è suceso il caso della mia ferita. | ” |

O relato supõe-se ser de dia 2 de Agosto de 1667, tendo o arquitecto falecido no dia seguinte. A sua obra teórica Opus Arquitectum foi por ele próprio queimada.

## Estilo

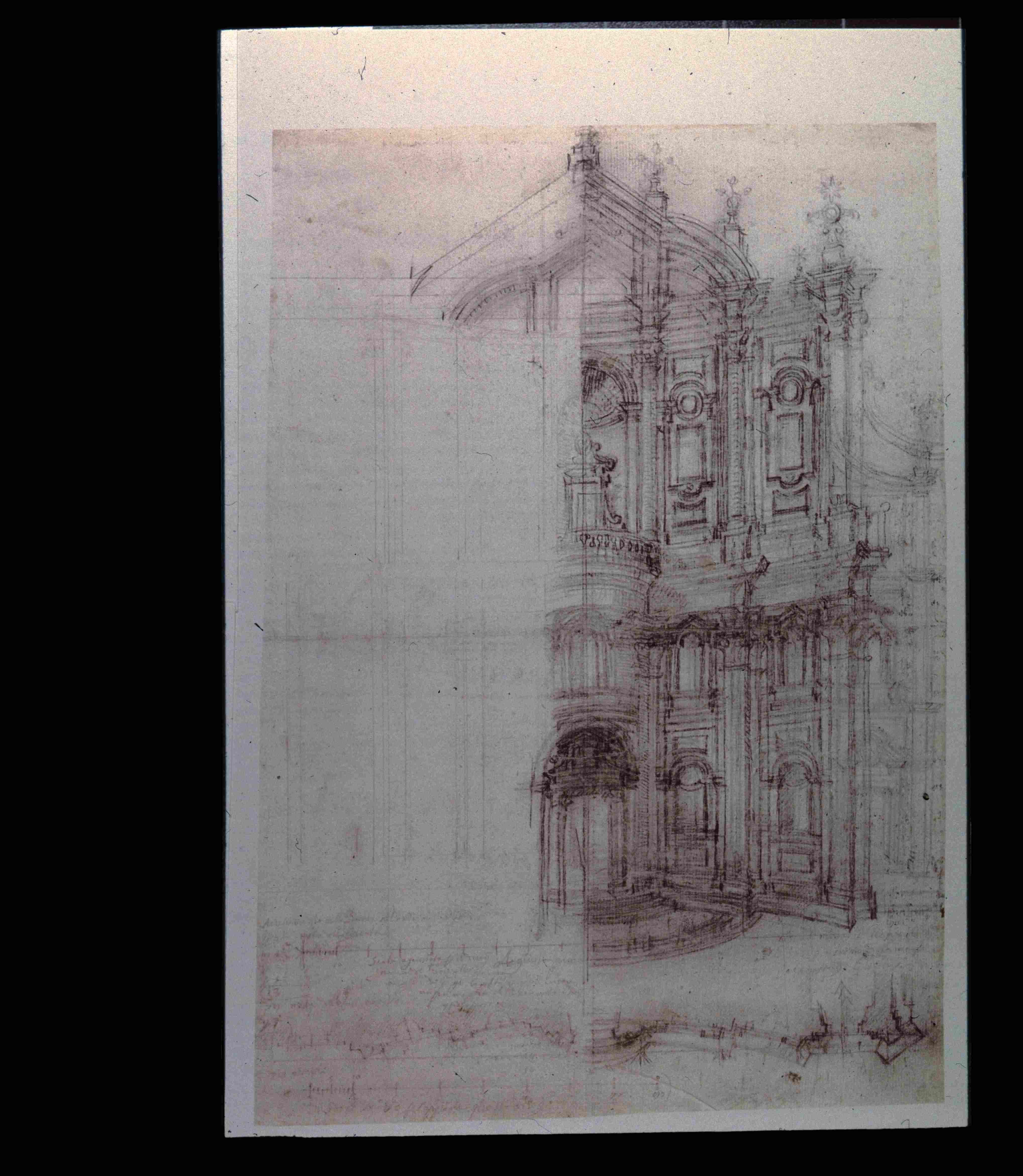
Francesco Borromini, Facciata dell'oratorio dei Filippini (cerca de 1660)

A concepção arquitectónica de Francesco Borromini representa uma clara antítese à poética universalista do seu adversário Bernini. Borromini possuía exclusivamente técnica arquitetónica, ao contrário de Bernini, que se destacou em muitos campos da arte, desde a escultura ao planeamento urbano; da mesma forma, Bernini estava seguro do seu próprio prestígio e do das suas obras, enquanto Borromini fazia desenhos inquietos, febris, quase insatisfeitos. Abaixo segue uma observação do historiador de arte Giulio Carlo Argan:
| “ | Sabe-se que no século XVII todos os problemas tinham uma raiz religiosa. Bernini está convencido de que tem o dom da revelação; contempla Deus no mundo e sente-se salvo. Borromini é como alguém que reza e invoca a graça: sabe porque reza, está cheio de fervor, mas não sabe se a graça virá. Toda a sua obra corre atrás dessa ansiedade: um momento de menos tensão, do nada, pode fazê-la fracassar. | ” |

Em todo o caso, os dados estilísticos fundamentais do estilo de Francesco Borromini são a utilização de materiais pobres, a preferência por ritmos curvados, o gosto pelo pequeno em oposição ao grande e a atenção meticulosa aos detalhes.

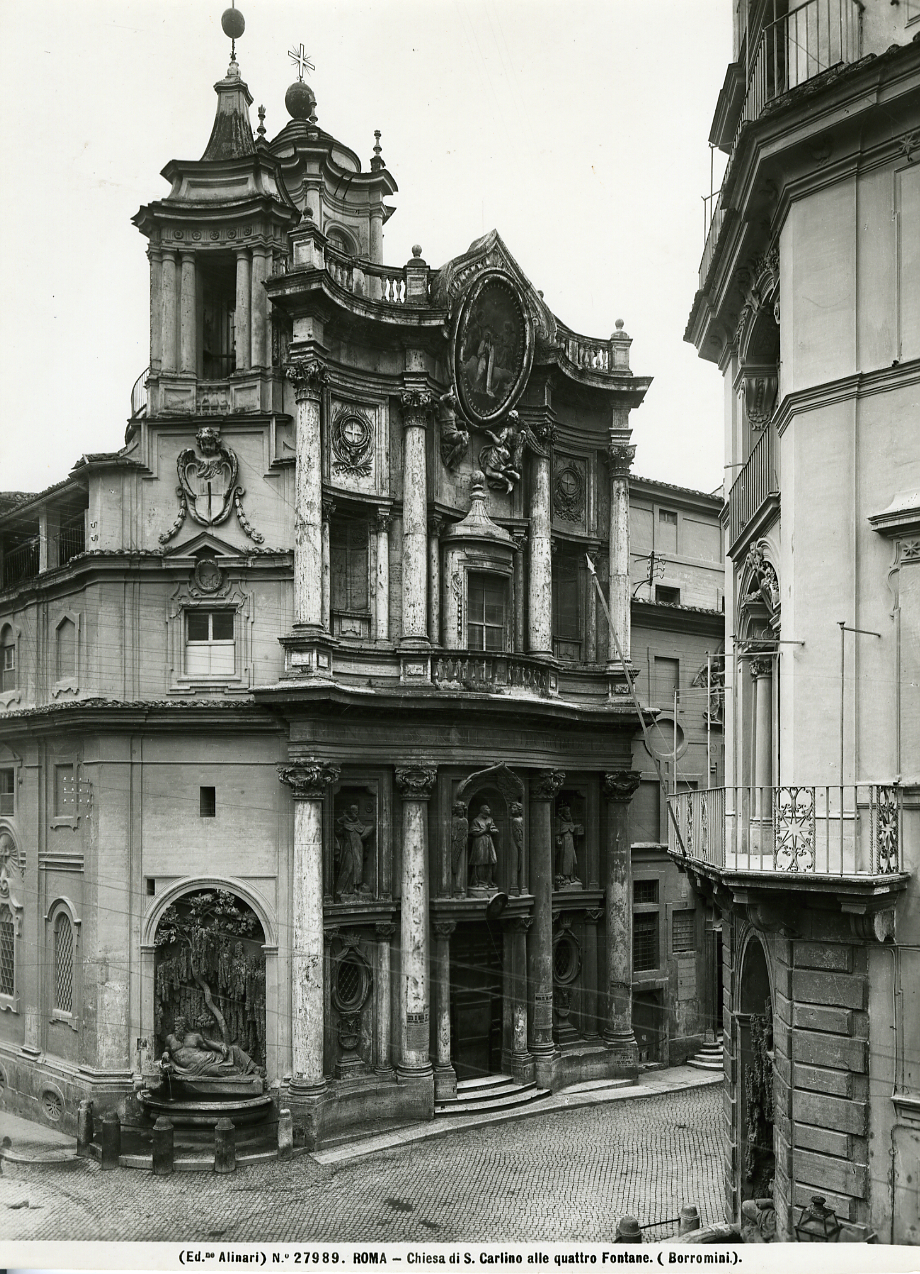
A fachada da igreja de São Carlos das Quatro Fontes

Nas suas obras, Borromini evitou materiais nobres, muito apreciados por Bernini, que explorou as suas qualidades tácteis, visuais e cromáticas; Na verdade, preferia paredes de tijolo, reboco branco e decorações em estuque, mármore e  bronze. Em suma, Borromini utilizou materiais pobres, mas modestos, pois não tinham qualquer valor intrínseco, mas eram enobrecidos pela competência técnica do arquiteto. O valor da arquitetura de Borromini, desta forma, revela-se não tanto na utilização de materiais de luxo, mas antes no engenho das soluções estruturais e formais; É assim que o seu estilo assume conotações requintadas e intelectuais, adequadas não ao usufruto de grandes massas de fiéis, mas antes a um público limitado e culto. Foi por esta razão, e também pela sua natureza sóbria e moderada, que Borromini foi muito procurado pelas irmandades e ordens monásticas, contrastando com Bernini, que era o artista favorito da corte papal.
Além disso, nas suas criações, Borromini mostrou-se muito sensível ao ritmo flutuante e plástico das paredes onduladas, animadas por uma sucessão rítmica de linhas côncavas e convexas, num jogo de reentrâncias e saliências. Cria-se assim um perímetro sinuoso e irregular, graças ao qual «o olho do espectador não apreende um equilíbrio medido de massas, uma ampla distribuição de espaços articulados, mas segue a indicação nervosa do movimento das estruturas» (Argan); Esta foi também uma necessidade que surgiu como consequência dos espaços pequenos e mínimos onde Borromini trabalhava frequentemente. Daí a sua intolerância ao estilo barroco e de Bernini, que, para sugerir uma sensação de capacidade e expansão, dava o exemplo de uma arquitetura concebida plasticamente para grandes massas de luz e sombra. Borromini, pelo contrário, procurou constantemente a máxima contracção espacial, evitando volumes e massas de parede, exagerando o valor das linhas, introduzindo novos motivos ornamentais (como volutas, cartuchos, arabescos), complicando a disposição dos planos e dando especial atenção aos pormenores do aparato decorativo.
Finalmente, entre outras particularidades da concepção arquitectónica de Borromini, devemos referir a ousadia dos seus expedientes construtivos (como, por exemplo, a lanterna espiralada de Sant'Ivo alla Sapienza) e a adopção de plantas absolutamente inovadoras obtidas através do entrelaçamento de múltiplas unidades geométricas: novamente para Sant'Ivo, por exemplo, Borromini escolheu uma planta hexagonal invulgar, determinada pela intersecção de dois triângulos equiláteros.

## OhomemBorromini

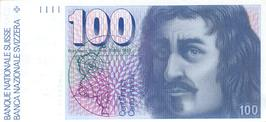
Borromini na sexta série da nota de 100 francos

Filippo Baldinucci, o seu biógrafo, atesta que Francesco Borromini era um "homem de grande e bela aparência, de membros grandes e robustos, de alma forte e de conceitos elevados e nobres. Comia sobriamente e vivia castamente. Tinha a sua arte em grande estima, e por amor a ela não hesitava em perdoar. "Cuidava das suas obras com escrupuloso cuidado, tanto que "nunca foi possível fazê-lo desenhar em competição com qualquer outro artista. Dizia que os desenhos eram os seus próprios filhos e não queria que eles corressem o mundo a implorar por elogios, correndo o risco de não os ter, como às vezes via acontecer com os dos outros." Tinha tanto ciúme das suas obras que, antes de morrer, entregou todos os seus desenhos às chamas, para que os seus inimigos não se pudessem apropriar deles indevidamente.
Borromini, em todo o caso, mostrou um carácter inquieto, tímido, quase sombrio: ao longo da sua carreira foi assombrado pela sombra de Bernini, que só se dissipou com o advento do pontificado de Inocêncio X, quando o seu concorrente sofreu um eclipse. Durante a sua vida, Borromini teve numerosos amigos e conselheiros, entre os quais se destacam o aristocrata emiliano Virgilio Spada, o Papa Inocêncio X (de cuja protecção gozava) e o segundo Marquês de Castelo Rodrigo Manuel de Moura Corte Real, a quem dedicou o seu livro Opus architectonicum; Todavia, em relação à maioria das pessoas, demonstrava uma "alma tímida e mal-humorada, entrincheirada nos confins de uma interioridade ardente" (Treccani). Baldinucci fornece-nos também um retrato muito detalhado do carácter de Borromini:
| “ | Estava habituado a sofrer muito de um humor melancólico, ou, como alguns dos seus próprios amigos disseram, de hipocondria, daí a sua doença, combinada com a especulação contínua nos assuntos da sua arte, no decorrer do tempo ele viu-se tão imerso e fixado num pensamento contínuo, que evitou tanto quanto possível a conversa com homens, permanecendo sozinho em casa, ocupado com nada mais senão na contínua ronda de pensamentos conturbados. | ” |

## Obra
| Abaixo estão as obras ou intervenções de Borromini: - Intervenções na basílica de Santo André do Vale (1621-1623); - Intervenções no palácio Barberini (1625-1632); - Capela do Sacramento em San Paolo fuori le Mura (1629); - Conclusão do baldaquino de São Pedro (1631-1633); - Galeria prostética do palácio Spada (1653); - Igreja de São Carlos das Quatro Fontes (1634-1641); - Oratorio dei Filippini adjacente á Igreja de Santa Maria em Vallicella (1637-1650); - Decoração da capela da Trindade na igreja das freiras agostinianas de Santa Lucia in Selci (1638-1639); - Altar da capela Filomarino, Igreja dos Santos Apóstolos em Nápoles (1639); - Igreja de Santo Ivo em La Sapienza (1643-1662); - Remodelação da Arquibasílica de São João de Latrão (1646): - Vestíbulo e escadaria no Palácio Espanhol (1645-1648); - Palácio da Propagação da Fé (1646); - Intervenção no Palazzo Giustiniani (Roma) (1650-1652); - Mensa do altar-mor e do cibório da igreja de San Paolo em Bolonha (entre 1650 e 1657); - Ampliações do convento anexo à Basílica de Santo Agostinho (1659-1662); - Capela Spada em San Girolamo della Carità (cerca de 1660). | Mapa do centro histórico de Roma com a localização das principais obras |